# Geschichte der Stadt Ruhla

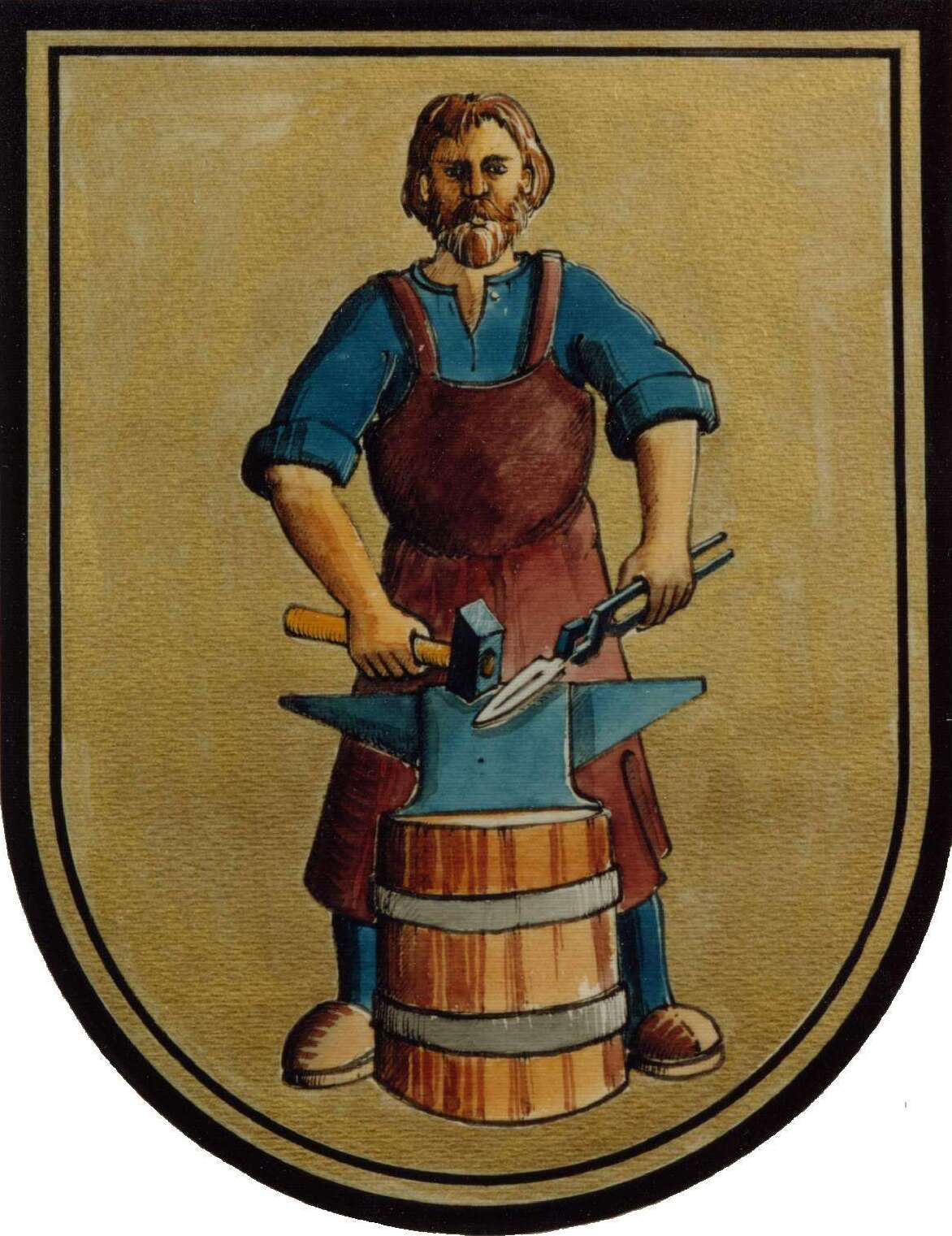
Stadtwappen

Die Uhrenstadt Ruhla wurde erstmals um das Jahr 1355 in einem Erbbuch der Grafschaft Henneberg erwähnt und feierte 2005 das 650-jährige Jubiläum.

## Frühgeschichte
Erste Begehungen des Stadtgebietes kann es bereits zur Jungsteinzeit oder Bronzezeit gegeben haben, darauf lassen vereinzelte Bodenfunde schließen. Im Waldgebiet des Kissel und der Alten Warth bei Gumpelstadt befanden sich eine kleine Gruppe bronzezeitlicher Hügelgräber als Zeuge der frühen Besiedlung des Ruhlaer Gebietes. Unter dem Einfluss der nordalpinen Hallstattkultur der älteren vorrömischen Eisenzeit bestand im Werratal die Unterfränkische Gruppe mit einem Zentrum um die Gleichberge, wovon wiederum Grabhügel zwischen Hildburghausen und Meiningen zeugen. Zur benachbarten Thüringer Gruppe zählt ein dokumentierter Grabfund bei Ruhla. Dicht bei der Mündung der Emse in die Hörsel bei Sättelstädt wurde in den Jahren 2004 bis 2005 eine ausgedehnte frühgeschichtliche Siedlung mit gleichzeitig dort lebenden germanischen und keltischen Bewohnern untersucht.

## Mittelalter

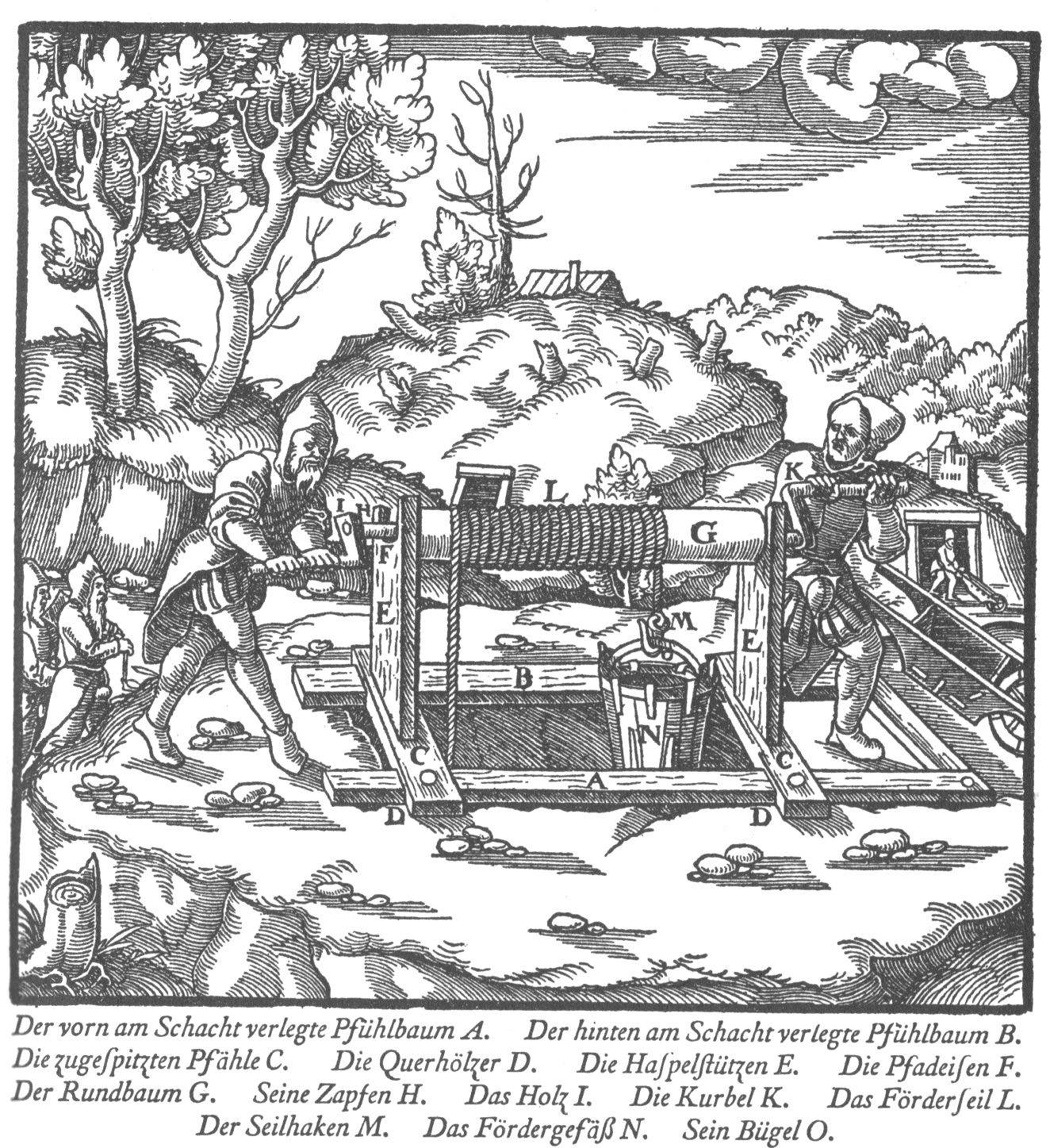
Typische Bergbaulandschaft (nach Agricola)

Während der Herrschaft der Merowinger entstanden weitere Siedlungsplätze am Rand des Thüringer Waldes, hierzu wird auch der Nachbarort Etterwinden gerechnet. Demnach entstand der Ort Etterwinden wohl schon im 8. Jahrhundert, der Ortsname bedeutet: „umzäunte Waldwiese/Weide“.
Die topographischen Verhältnisse waren im Ruhlaer Tal für die Landwirtschaft eher ungünstig. Spätestens im 10. Jahrhundert drangen Wanderschmiede in die heutige Ruhlaer Gegend vor, um saisonal das vorhandene Eisenerz abzubauen. Die Waldschmiede verwendeten den Rennofen zur Gewinnung von Eisen und nutzten die in der Natur reichlich vorhandenen Rohstoffe Eisenerz und Holz (in Form von Holzkohle). Die ersten Siedler wurden etwa drei Jahrhunderte später entlang des Gebirgskammes Rennsteig sesshaft, es waren Köhler und Waldarbeiter, welche die dauerhaften Siedlungen Glasbach und Alte Ruhl in der Nähe des Rennsteig anlegten. Die Landesherren förderten die Fertigung von Werkzeugen und Waffen. Der starke Holzverbrauch durch Bergbau und Köhlerei drängte den Wald zurück, die Flächen wurden von zuwandernden Bauern und Hirten für die Weidewirtschaft hergerichtet. Auch im Talgrund entstanden später entlang der wasserreichen Rolla zahlreiche Schmelzhütten, Hammerwerke und Schleifmühlen, zugleich entwickelten sich in der heutigen Ortslage Ruhlas ein erstes Straßennetz und die Siedlung.
Mit dem Landesausbau, von den Thüringer Landgrafen gefördert, entstanden zeitgleich auch nördlich von Ruhla zahlreichen Kleinsiedlungen und Höfe: Rehhof, Aschhof, Burbach, Deubach, Mosbach, Seebach, Schmerbach, Fischbach, Thal, Kittelsthal und die heutigen Wüstungen Hucheroda, Atterode, Berzigeroda.
Dem Schutz der 26 Siedlungsstellen, Bergwerke und Straßen im Ruhlaer Gebiet dienten die Burgen Scharfenburg, Wittgenstein, die Wasserburg Farnroda, Wasserburg Winterstein sowie die Anlagen Alter Ringelstein und Neuer Ringelstein. Als besonderes Merkmal der Verbundenheit mit den südwestlichen Nachbargemeinden rechnen Historiker den fortdauernden Gebrauch der Stabgerechtigkeit – eine lokale Besonderheit der mittelalterlichen Rechtsgeschichte in Westthüringen.

### Der sagenhafte Schmied von Ruhla

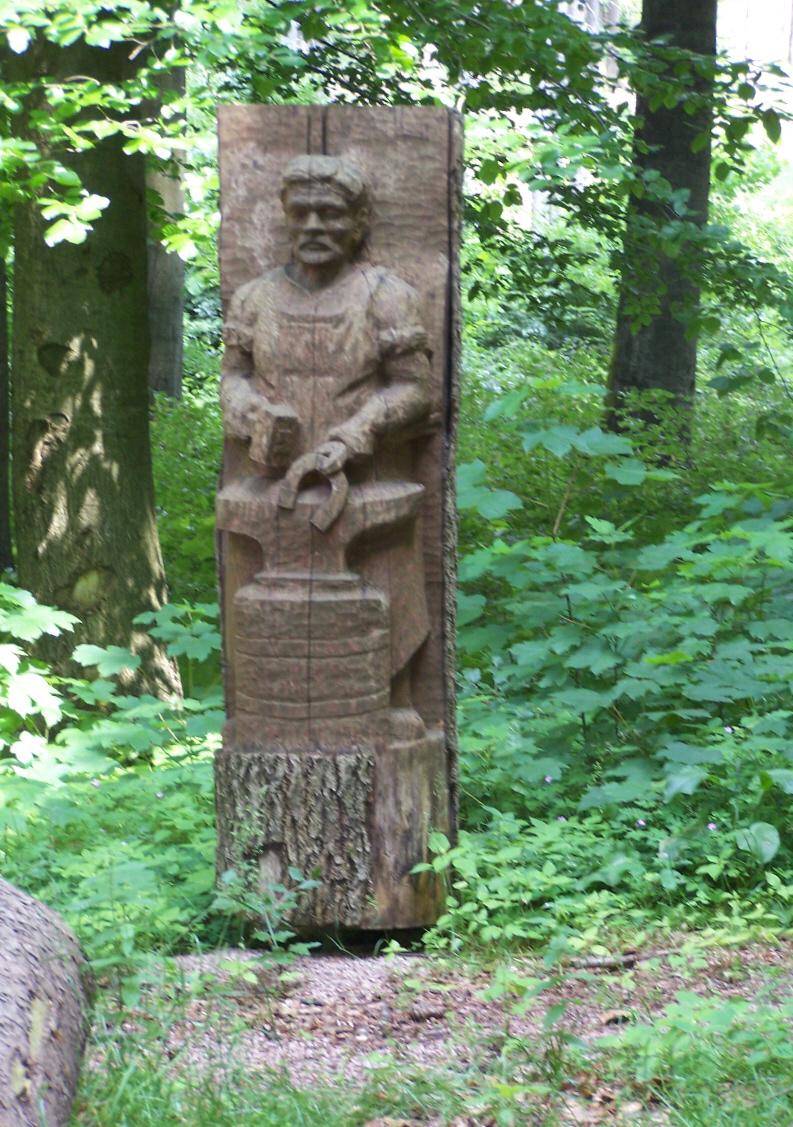
Der Ruhlaer Schmied (Skulptur am Pummpälzweg)

Aus dieser Zeit stammt auch die weit über die Stadtgrenzen bekannte Sage vom Schmied von Ruhla:
Landgraf Ludwig II. von Thüringen, der als schwach und milde gegenüber seinem Landadel bekannt war und nicht wusste, wie sehr die Landesfürsten die Bürger und Bauern knechteten, soll sich auf einem seiner Jagdritte im Ruhlaer Forst verirrt haben. Als er nach langer Suche endlich das Feuer eines Ruhlaer Waldschmiedes sah, habe er ihn aufgesucht und um Herberge gebeten. Auf die Frage des Schmiedes, wer er sei, leugnete der Fürst seine wahre Identität und gab sich für einen Jäger des Landgrafen aus. Der Schmied, auch verbittert über die verfehlte Milde Ludwigs und die damit verbundene Knechterei durch die Fürsten, gab darauf seinen Unmut über den Landgrafen preis, gewährte ihm jedoch seine Bitte um Unterkunft. Nachdem Ludwig sich, verwundert über die Worte des Mannes, zur Ruhe gelegt hatte, arbeitete der Schmied die ganze Nacht hindurch, so dass der Graf kein Auge zutun konnte. Der Schmied hämmerte auf das Eisen und rief immer und immer wieder: „Landgraf, werde hart! Landgraf, werde hart, so hart wie dieses Eisen!“ und „Du böser, unseliger Herr! Siehst du nicht, wie deine Räte das Volk plagen?“ Als der Morgen kam und Graf Ludwig unausgeschlafen von dannen zog, besann er sich der Worte des Schmiedes und regierte fortan mit eiserner Hand. Daher pflegte man lange Zeit sprichwörtlich von einem strengen, unbeugsamen Mann zu sagen, er sei in Ruhla hart geschmiedet worden.

„ Die hintergründigen Fakten und die Darstellungen des angeblichen Ereignisses in den alten Chroniken sowie in den literarischen Veröffentlichungen des 19. Jahrhunderts verleiteten dazu, zumindest den Kern der Sage als bestätigtes Ereignis anzunehmen. Das dafür mehrmals genannte Jahr 1161 hätte man demzufolge gerne als Jahr der Gründung oder ersten Erwähnung Ruhlas gesehen. Man findet aber auch Jahre davor und danach als Zeitangabe. (Ludwig II. lebte von 1128 oder 1129 bis 1172. Anfang Februar 1140 kam er als Landgraf Ludwig II. zur Regierung, anlässlich des Wormser Hoftages König Konrads III., bei dem er sich aufhielt, drei Wochen nach dem Tod seines Vaters. 1150 heiratete er die Halbschwester Friedrich Barbarossas, Jutta Claricia, und verband sich so mit dem Hause Staufen. Oft weilte er deshalb fern seines Thüringer Landes.)“

## Frühe Neuzeit
Um die Landesgrenzen der einzelnen Territorien, besonders aber um die Waldbestände entstand seit dem 15. Jahrhundert ein fortwährender Streit. In der Nähe von Ruhla, am Dreiherrenstein stießen drei Herrschaftsgebiete aufeinander. Am 17. September 1528 trafen sich daher erstmals Beauftragte des Kurfürsten Johann zu Sachsen, des Landgrafen Phillip zu Hessen und Wilhelms, Graf zu Henneberg, sie begingen...

„… die Grenzen und Markung des Dorfs Broterode von der Hirschpfalz, wo der Weg von Ruhla nach Broteroda geht, nach dem Inselsberg, über diesen hinweg bis zur Heide und zum kalten Wasser …“

Nach dem Verfall des Waffenschmiedehandwerks um 1530 verlegten sich viele Einwohner auf die Herstellung von Messerwaren.
Mit zahllosen Sagen wird an die Venetianer erinnert, dies waren Mineraliensucher, welche meist als Schatzsucher und Geisterbeschwörer angesehen wurden, ihr Interesse galt bestimmten, für die Glasmacher wichtigen Mineralien, welche auch in der Ruhlaer Flur häufig zu finden waren. Tatsache ist, dass hauptsächlich im 15. und 16. Jahrhundert in den Sommermonaten ausländische Landfahrer bis in unsere Mittelgebirge kamen, um besondere Minerale zu holen. Erstmals finden sich in dieser Zeit auch die Nachrichten über fahrendes Volk, welches sich in diesen unübersichtlichen Waldgebieten verbarg und nach dem ein Waldstück am Dreiherrenstein den Flurnamen „Zigeunerkopf“ erhielt.
Auch Holz- und Wilddiebe machten sich nun oft genug bemerkbar. Am tollsten müssen es die Tabarzer getrieben haben: 1736 wurden solche Holzfrevler vom Heisterbachskopf vertrieben. Dort hatten sie den Tannenbestand stark gelichtet und das Holz gleich an Ort und Stelle verkohlt. War das Gesindel an einer Stelle vertrieben, so tauchte es gewiss bald an einer andern auf. Dragoner und Schützen hatten allezeit Arbeit genug.
Östlich von Ruhla entstanden in dieser Zeit an der Weinstraße, einem mittelalterlichen Fahrweg in Richtung Winterstein und Schmerbach, zwei Rasthäuser, sie lagen An der vorderen Schwarzbachswiese und An der hinteren Schwarzbachswiese und wurden später auch als herzogliche Jagdunterkünfte genutzt.

## Ruhlaer Teilung

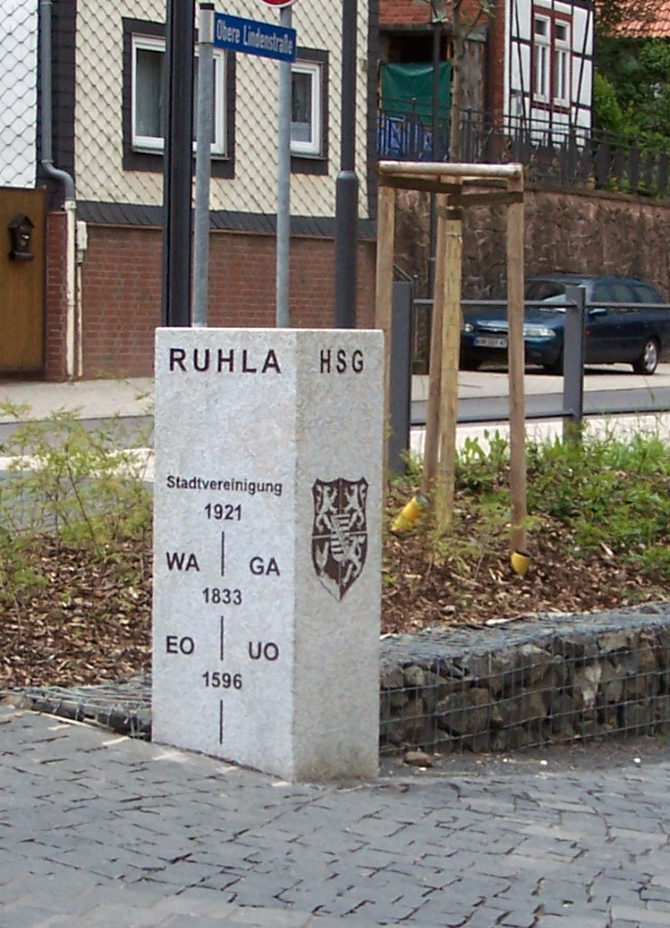
Gedenkstein zur Ruhlaer Teilung

Die Ruhlaer Teilung gilt als ein Beispiel für die Kleinstaaterei in Thüringen. Die politische Geschichte der Stadt wurde über lange Zeit durch die Mehrstaatlichkeit des Ortes geprägt. Die durch das enge Tal stark begrenzte Siedlungszone führte trotz der trennenden politischen Grenzen zu einer gemeinsamen Identität als „Rühler“.

### Ruhla im Hoch- und Spätmittelalter
Bereits in frühmittelalterlicher Zeit bestimmten die Franken innerhalb des von ihnen eroberten Thüringer Königreiches bestimmte Orte zu Verwaltungszentren und teilten das Umland in Marken und Grafschaften. Hierbei wurde möglichst auf topographische Besonderheiten (auffällige Berge und Flussläufe, Bäume und Siedlungen) zur Grenzbeschreibung geachtet. Im Ruhlaer Gebiet trafen die Mark Lupnitz und die Breitunger Mark aufeinander. Ab dem 14. Jahrhundert trafen am Ruhlabach zwei Verwaltungsbezirke – die wettinischen Ämter Wartburg und Tenneberg aufeinander. Über diese Gegebenheit informiert eine Urkunde vom 5. Juni 1391. Sie handelt über den umfangreichen Verkauf von Zinseinkünften „in rula“. Der Ruhlabach galt zu diesem Zeitpunkt noch nicht als Landesgrenze im späteren Sinne, die angedeutete „Trennung“ der Zuständigkeit für die einzelnen Grundstücke entsprach vielmehr einer Kreiseinteilung.

### Die Landesteilung von 1596
Eine erste Landesteilung mit Auswirkung auf die territoriale Zugehörigkeit fand 1596 zwischen den Söhnen des regierenden Herzogs Johann Friedrich II., dem Mittleren statt, hierbei fiel die Zuständigkeit für den östlichen Teil des Ruhlaer Tales an Johann Casimir von Sachsen-Coburg, den westlichen Teil erhielt Johann Ernst Herzog von Sachsen-Eisenach.

### Die Ämterteilung von 1610
Schon 1610 erhielten die Herren von Uetterodt einen eigenen Verwaltungsbezirk zugesprochen (Uetterodtsches Gericht), seit diesem Jahr unterscheidet die Stadtchronik in „Ruhla Eisenacher Orts“ „Ruhla Tenneberger Orts“ und „Ruhla Uetterodtschen Orts“.
Nach dem Tod Johann Casimirs († 1633) fand eine kurzzeitige Wiedervereinigung beider Herzogtümer unter dem Eisenacher Herzog Johann Ernst statt, die Grenzen der drei Ämter blieben dabei erhalten.

### Weitere Teilungen 1640 und 1741
Schon 1640 erfolgte erneut eine Erbteilung des Landes in Sachsen-Eisenach und Sachsen-Gotha. Nach dem Tod des Eisenacher Herzogs Wilhelm Heinrich entstand 1741 das Herzogtum Sachsen-Weimar-Eisenach, die Landesgrenze innerhalb Ruhlas blieb dabei erhalten. Ein von Wilhelm Heinrich und seinen Vorgängern intensiv genutzter Jagdbezirk am Rennsteig lag beim Fortstort „Am Creuzberg“ nahe der Schlauchenwiese. Die dort bereits bestehende Waldarbeitersiedlung musste 1670 aufgegeben werden, da der damalige Landesherr Johann Georg die nahe einer Quelle gelegene Wiese für den Bau einer Blockhütte und mehrerer Nutzbauten benötigte, um dort seine Hofjagden veranstalten zu können. Schon um 1700 waren die Gebäude stark reparaturbedürftig, 1708 fand eine teilweise Erneuerung der Hauptgebäude statt und sie dienten weitere 30 Jahre als Jagdhaus. Nach dem Tod Herzog Wilhelm Heinrichs plante dessen Nachfolger Herzog Ernst August am gleichen Ort den Bau des Jagdschloss Rühler Häuschen.

### Die Stadtgründungen 1833
Bei einer Verwaltungsreform fand 1833 die Vereinigung der Amtsbereiche „Ruhla Tenneberger Orts“ und „Ruhla Uetterodtschen Orts“ zu „Ruhla Gothaischer Anteil“ statt, entsprechend wurde für den verbliebenen Rest die Bezeichnung „Ruhla Weimarischen Anteils“ gebräuchlich, diese Bezeichnung unterschied auch weiterhin die beiden 1896 zur Stadt erhobenen Gemeinden.

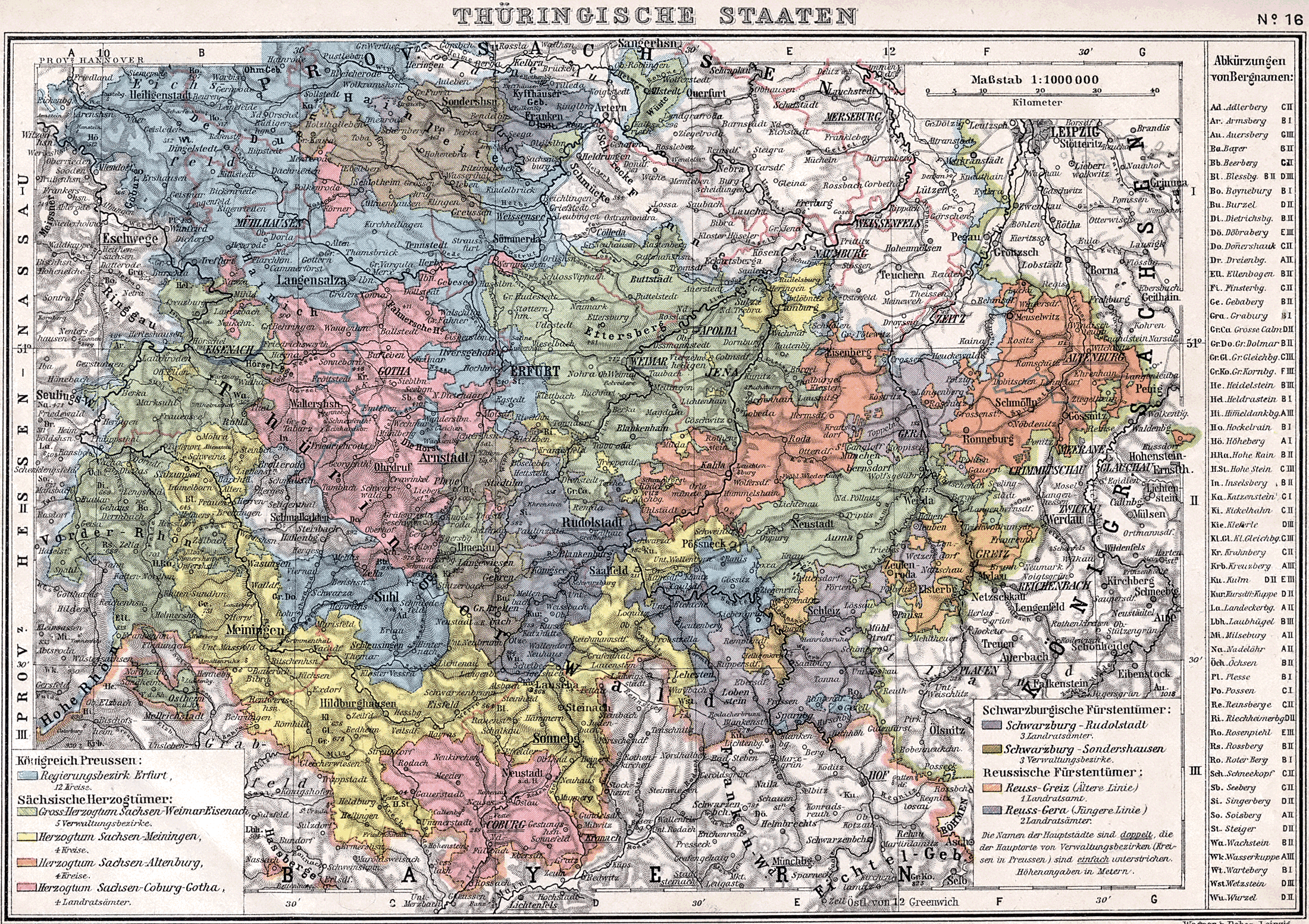
Die Thüringer Staaten (1905)

### Die Vereinigung der beiden Ruhla
Als Geste des demokratischen Neuanfangs im Land Thüringen beschloss der Landtag am 29. Juli 1920 die Durchführung einer Volksabstimmung in Ruhla betreffs der bevorstehenden Vereinigung der beiden Teile. Als Ergebnis des Plebiszits wurde die vereinigte Stadtgemeinde im März 1921 in den Kreis Eisenach eingegliedert.
Ein „Grenzstein“ und eine Informationstafel an der Kreuzung Marienstraße – Obere Lindenstraße erinnern seit 2007 an die Geschichte der Ruhlaer Teilungen.

## Vom Kurbetrieb und dem Bad Ruhla

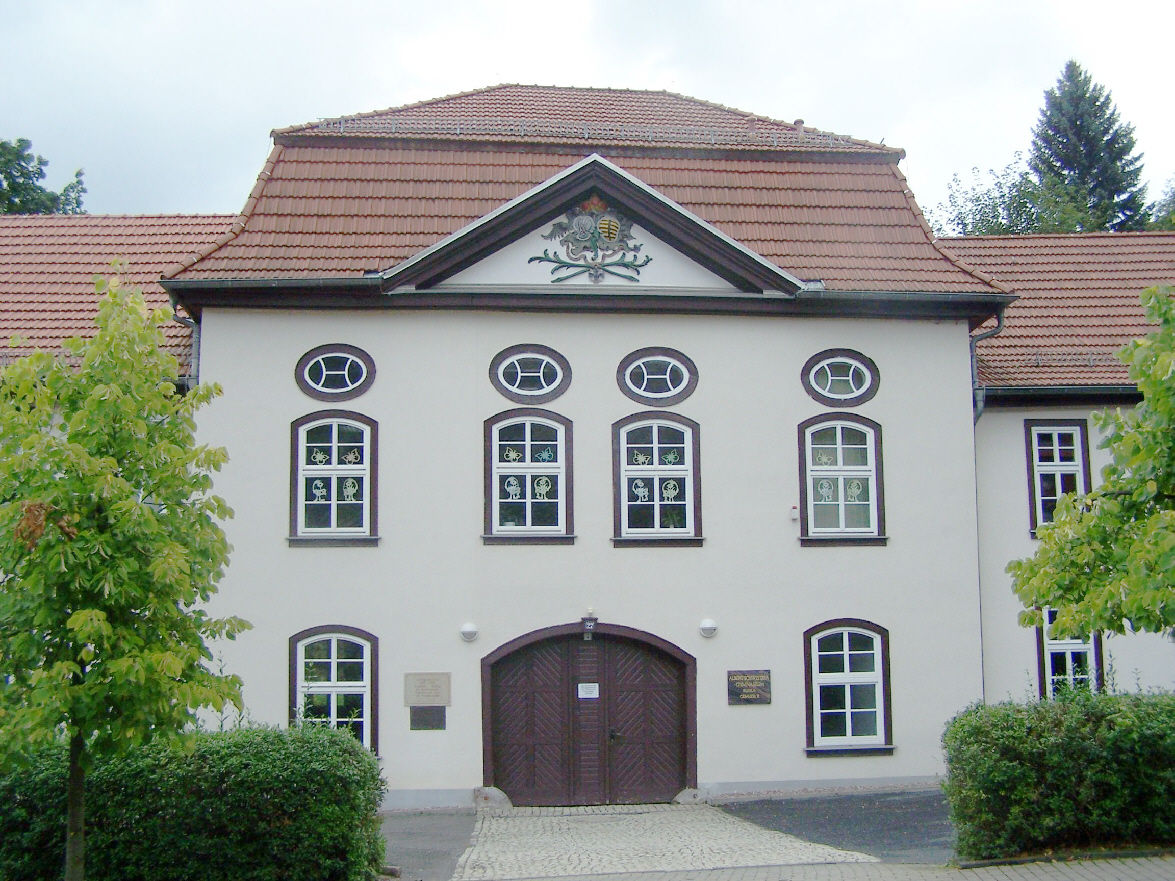
Das einstige Kurhaus Ruhla

Im 18. Jahrhundert erlebte das Kur- und Badewesen in Thüringen eine erste Blüte.
Am bekanntesten war zunächst das im Nachbarort Bad Liebenstein nach dem 'Dreißigjährigen Krieg entstandene Badeort Sauerbrunnen, dies ermunterte 1737 den Eisenacher Naturgelehrten Storch im Eisenacher Teil Ruhlas nach vergleichbaren Heilquellen zu suchen, hierbei wurde der ihm zu Ehren Storchs Brunnen genannte Quell entdeckt. Nach der Mineralzusammensetzung des Wassers wurde er in die Kategorie Stahlwasser für eisenhaltige Wässer eingruppiert. Ab 1756 wurde das damals gerade sanierte herzoglich-weimarische Forsthaus in Ruhla in den Sommermonaten als Kur- und Badeanlage hergerichtet, hierzu wurde eine hölzerne Wasserleitung von der Mineralwasserquelle zum Kurhaus gebaut und im Inneren, im Forsthaussaal ein kunstvoll verziertes Becken mit diesem Wasser gefüllt.
Zur Verbesserung der Anlage wurden ab 1760 Promenadewege am Forsthausgarten geschaffen.
Dank der deutschlandweiten Veröffentlichung von Analyseergebnissen, beispielsweise 1768 in Zykerts Systematische Beschreibung aller Gesundbrunnen und Bäder Deutschlands, wurde man auch außerhalb des Herzogtums auf die Badeanstalt in Ruhla aufmerksam.
Als prominentester Kurgast weilte 1789 Goethe für drei Wochen in Ruhla. Hierbei befasste er sich zugleich mit der Geologie der Ruhlaer Umgebung. Im Jahr 1791 wurde das Kurhaus und die umgebenden Anlagen baulich erneuert und verschönert, auch private Vermieter und Gasthäuser boten nun ihre Quartiere für Kurgäste an, auch die Entwicklung der Rühler Kirmes trug mit dazu bei, dass Ruhla für etwa zwanzig Jahre zu einem sehr beliebten Badeort in Westthüringen wurde. Man bemühte sich, doch vergebens, um die Auffindung weiterer Mineralquellen in der Umgebung der Stadt. In der Folge der Napoleonischen Kriege kam es zum Rückgang und 1811 zum Erliegen des Kurbetriebes.
In den 1850er Jahren versuchten Ruhlaer Bürger die Wiederaufnahme des Kurbetriebes. Doktor Hasenstein, ein prominenter Ruhlaer Arzt, leitete die von ihm am Mühlrain gegründete Ruhlaer Sturz- und Wasserheilanstalt als Aktiengesellschaft, diese wurde im Juni 1853 in Betrieb genommen. Das Bad bestand aus drei Abteilungen: Trink- und Badeanlage sowie Dampfbad, man repräsentierte alle Behandlungsformen der Hydrotherapie damaligen Zeit, auch Trink- und Molkekuren, Dampf- und Fichtennadelbäder. In Ruhlas Umgebung wurden weitere Spazierwege und Aussichtspunkte angelegt: die Emilienruhe am Breitenberg, der Jubeltempel auf dem Ringbergstein, der Fürstenbrunnen an der Alten Ruhl und das Gasthaus Bellevue entstanden. In der Folge war das Kurbad mit 500 bis 600 Gästen je Saison gut besucht, das bot die Möglichkeit den Bau einer kleinen Musikhalle und weiterer Anbauten am Kurhaus zu finanzieren. Hinzu kam ein erster hölzerner Aussichtsturm auf dem Ringberg, der Vorläufer vom Carl-Alexander-Turm. Diese zweite Phase des Ruhlaer Kurbades dauerte bis zur Jahrhundertwende an. In Ruhla wurde bereits die industrielle Entwicklung des Ortes vorangetrieben, dies vertrug sich nicht mit dem Image als Badeort, trotzdem kamen noch viele Gäste in den jetzt als Luftkurort bezeichneten Badeort Ruhla.

## Ruhla im 19. Jahrhundert

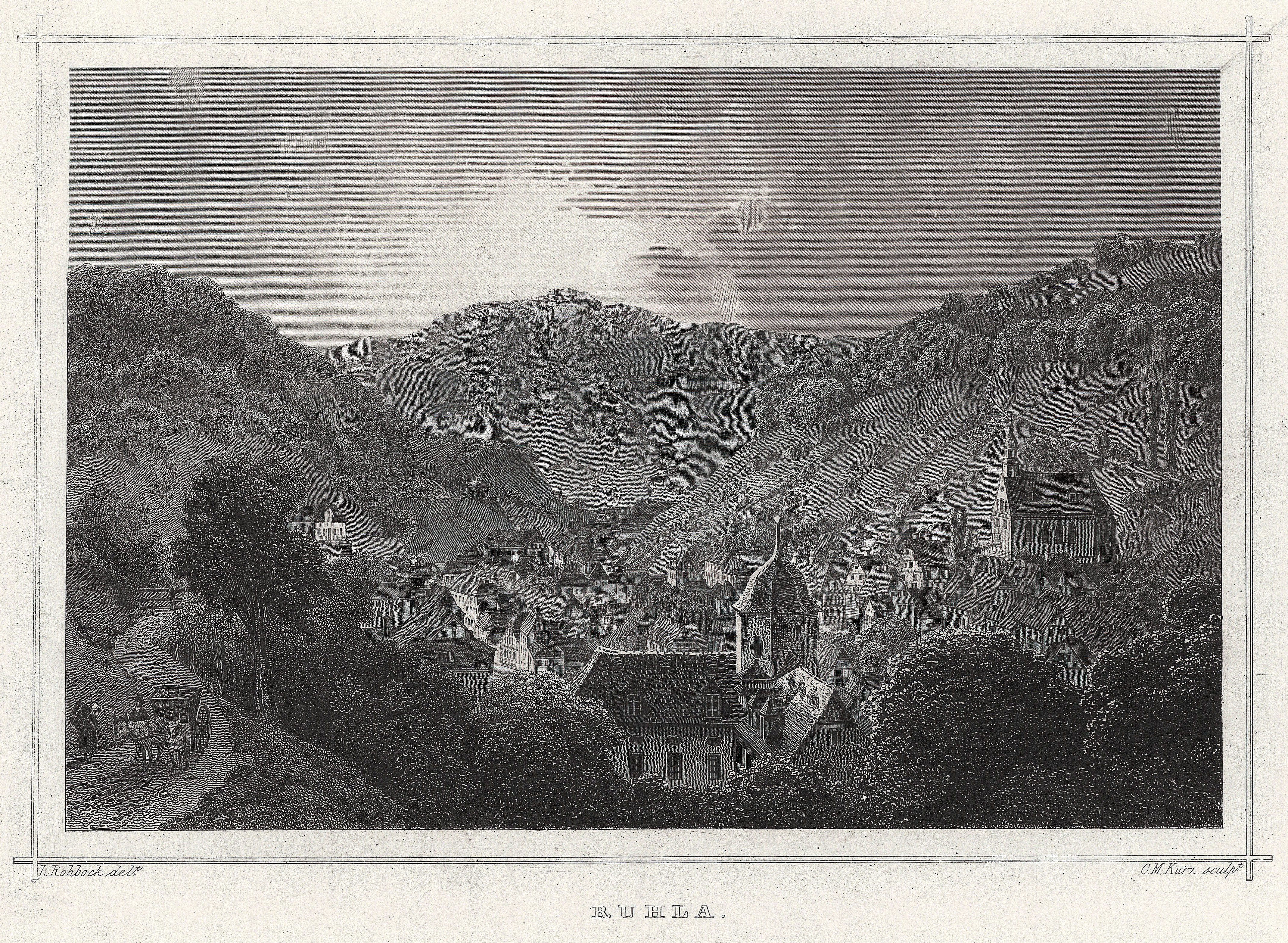
Blick auf Ruhla im 19. Jahrhundert

Im Jahre 1802 erschien in Leipzig der Reiseführer Der Thüringer Wald – besonders für Reisende geschildert der Autoren von Hoff, K. E. A. und C. W. Jacobs. Diese landeskundliche Beschreibung und die 1832 von Julius Plänckner erstellte Rennsteigkarte nebst Taschenbuch für Reisende durch den Thüringerwald ermöglichten es dem entstehenden Tourismus der Biedermeierzeit, die Ruhlaer Region ausführlich kennenzulernen. Mit den Napoleonischen Kriegen war der Export der Ruhlaer Messerwaren nach Großbritannien, einem Hauptabsatzgebiet und nach Übersee durch die Kontinentalsperre unterbunden worden. Die daraus entstandene Notlage führte zur Entwicklung neuer Betätigungsfelder für das metallverarbeitende Handwerk (beispielsweise Öl-Lampen für Hausbedarf und Bergbau), Metallbeschläge und Kleineisenwaren ergänzten zunehmend das Sortiment der Ruhlaer Werkstätten.
Am Ende der französischen Besatzungszeit überschwemmten flüchtende französische Truppen die Gebirgspässe des Thüringer Waldes. Viele verwundete und erschöpfte Soldaten verstarben in den Notlazaretten oder am Wegesrand. In der einheimischen Bevölkerung herrschte die berechtigte Angst vor der Typhus-Seuche, welche durch die unhygienischen Bedingungen entlang der Fluchtroute allerorts ausbrach und auch in Eisenach zu zahlreichen zivilen Opfern führte.
Als eine grundlegende Aufgabe erkannten die Ruhlaer Forstbeamten die Rekultivierung der durch Bergbau und Hüttenbetrieb dezimierten Wälder an. Im Forsthaus in der Ruhl wurde 1740 der erste Ruhlaer Oberförster in sein Amt eingeführt. Zuvor war den staatlichen Forstbeamten besonders die Pflege der herzoglichen Jagdreviere zugedacht, dies trat mit der rapide um sich greifenden Holznot zurück. Der spätere Oberforstrat Gottlob König trat 1805 seinen Dienst in Ruhla an, er begründete, nach eingehender Inspektion der Wälder und der ihm unterstellten Forstleute eine Forstmeisterschule, die ab 1809 als Forstlehranstalt diente. In der Folgezeit wurde der Holzeinschlag stark reglementiert und die Wiederaufforstung, bevorzugt mit Fichten, betrieben. Zur Bewirtschaftung der Steillagen wurden (bis 1899) 35 Kilometer Forstwege angelegt oder ausgebaut. Die Waldweide wurde zurückgedrängt.
Im Sommer 1845 besuchten die königlichen Verwandten des Gothaer Herzoghauses, Prinz Albert und Queen Victoria sowie der belgische König Leopold das Großherzogtum Sachsen-Coburg-Gotha. Ein restaurierter Gedenkstein am Gasthaus Tanzbuche bei Friedrichroda erinnert an die große Staatsjagd am 30. August 1845 in den Wäldern um den Inselsberg, an der auch Jagdgehilfen aus Ruhla (GA) teilnehmen durften. Im krassen Gegensatz zu diesem Ereignis stand die Situation der einfachen Bevölkerung in den Thüringischen Staaten. Nach Missernten und Teuerung im Jahre 1847 kam es bereits im Frühjahr 1848 zu ersten Unruhen. Eine dramatische Entwicklung bahnte sich auch im Nachbarort Brotterode an. Hier war die Bevölkerung infolge von Holzmangel nicht mehr in der Lage, die gewerbliche Fertigung ihrer Erzeugnisse abzusichern. Zugleich stiegen Preise und Zölle. Der Schmuggel zwischen den Kleinstaaten nahm enorm zu.
Mit dem im Sommer 1866 ausbrechenden Deutschen Krieg wurde mit Waffengewalt der preußisch-österreichische Konflikt gelöst. Hierbei standen sich die thüringischen Kleinstaaten durch eingegangene Bündnisse in zwei Lagern gegenüber. Es kam zu Gefechten bei Langensalza und Mechterstädt und in der thüringischen Rhön, wobei Ruhla im Operationsgebiet der Kriegsparteien lag. Nach der Reichseinigung 1870/71 setzte ein immenser wirtschaftlicher Aufschwung ein, der durch zahlreiche Firmengründungen in Ruhla begleitet wurde. Seit 1880 war Ruhla an das Eisenbahnnetz angeschlossen. 1896 erhielten beide Ortsteile das Stadtrecht verliehen.

## Kriegszeit
Im Ersten und Zweiten Weltkrieg wurde in Ruhla sehr viel für die Rüstung gefertigt. Im größten Betrieb des Ortes, der Uhren- und Maschinenfabrik Gebrüder Thiel, mussten im Zweiten Weltkrieg über 730 Frauen und Männer als sogenannte Ostarbeiter sowie viele Kriegsgefangene aus Frankreich und Militärinternierte aus Italien Zwangsarbeit leisten. Der Betrieb erhielt vom damaligen Amt für Schönheit der Arbeit den Ehrentitel: Nationalsozialistischer Musterbetrieb. In der Firma C. & F. Schlothauer waren mehr als 1000, in weiteren acht Firmen mehr als 550 Zwangsarbeiter eingesetzt. An die Opfer, zu denen fünf Frauen und sechs Kleinkinder gehörten, erinnern 19 Gräber auf dem Trinitatis-Friedhof.
Obwohl Ruhla mit mehreren Rüstungsfabriken als strategisches Ziel einzustufen war, blieb die Stadt, im Gegensatz zu den Nachbarorten Eisenach und Schweina, von Bomberangriffen verschont. Bei Luftkämpfen über dem Stadtgebiet abgeschossene Flugzeuge hatten einige Todesopfer und Zerstörungen zur Folge. Unter amerikanischem Artillerie-Beschuss wurde das Kirchenschiff von St. Trinitatis zerstört. Die militärische Situation Anfang April 1945 war gekennzeichnet von einem Zangenangriff US-amerikanischer motorisierter Verbände auf den Westthüringer Raum. Hierbei wurden ab dem 1. April die Verteidigungslinien entlang der Werra bei Creuzburg und Vacha überwunden und mit Stoßrichtung auf Gotha und Breitungen die Stadt Eisenach und das Ruhlaer Gebiet eingeschlossen. In dieser aussichtslosen Lage musste das in der Wartburgstadt und in den Wäldern von Mosbach, Unkeroda, Etterwinden und um Eisenach und Ruhla konzentrierte Militär unter Befehl des Generals Smilo Freiherr von Lüttwitz den Rückzug antreten oder geriet in Gefangenschaft. Hierbei blieb zunächst der größte Teil der Waffen und Kriegsmaterial in den Wäldern zurück. In den 1950er Jahren wurden mehrere Einwohner aus der Region in Schauprozessen wegen des Besitzes derartiger Waffen von der DDR-Justiz zu langjährigen Haftstrafen verurteilt.
Am 6. April zogen die US-Amerikaner nach Abschluss der Kapitulationsverhandlungen in Eisenach und den Nachbarorten ein. Das amerikanische Militär und die Spezialeinheiten hatten für die wenigen Wochen ihrer Besatzungszeit in Thüringen drei Schwerpunkte als Ziel: die Grundsicherung der Versorgung und Verwaltung des besetzten Gebietes, die Aufklärung und Beschlagnahme aller militärischen, wirtschaftlichen und wissenschaftlich-technischen Geheimnisse, bedeutender Kulturgüter, materieller Vermögenswerte und die Gewinnung und Zwangsverpflichtung von Spitzenforschern und -technikern. Für Ruhla betraf dies insbesondere Mitarbeiter, Patente und Produktionsunterlagen der Firma Thiel als Entwicklungs- und Technologiezentrum der feinmechanischen Industrie. Am 2. Juli 1945 übernahm vertragsgemäß die Rote Armee die Funktion der Besatzungsmacht in Thüringen.
Da Ruhla aus der Luft betrachtet etwas versteckt im Tal eingeengt liegt und damals über einen Kopfbahnhof verfügte, war der Salonwagen von Compiègne, der Unterzeichnungsort des Waffenstillstands zwischen Deutschland und Frankreich, von Ende 1944 bis März 1945 in Ruhla versteckt und ständig bewacht.

## Ruhla in der SBZ und DDR

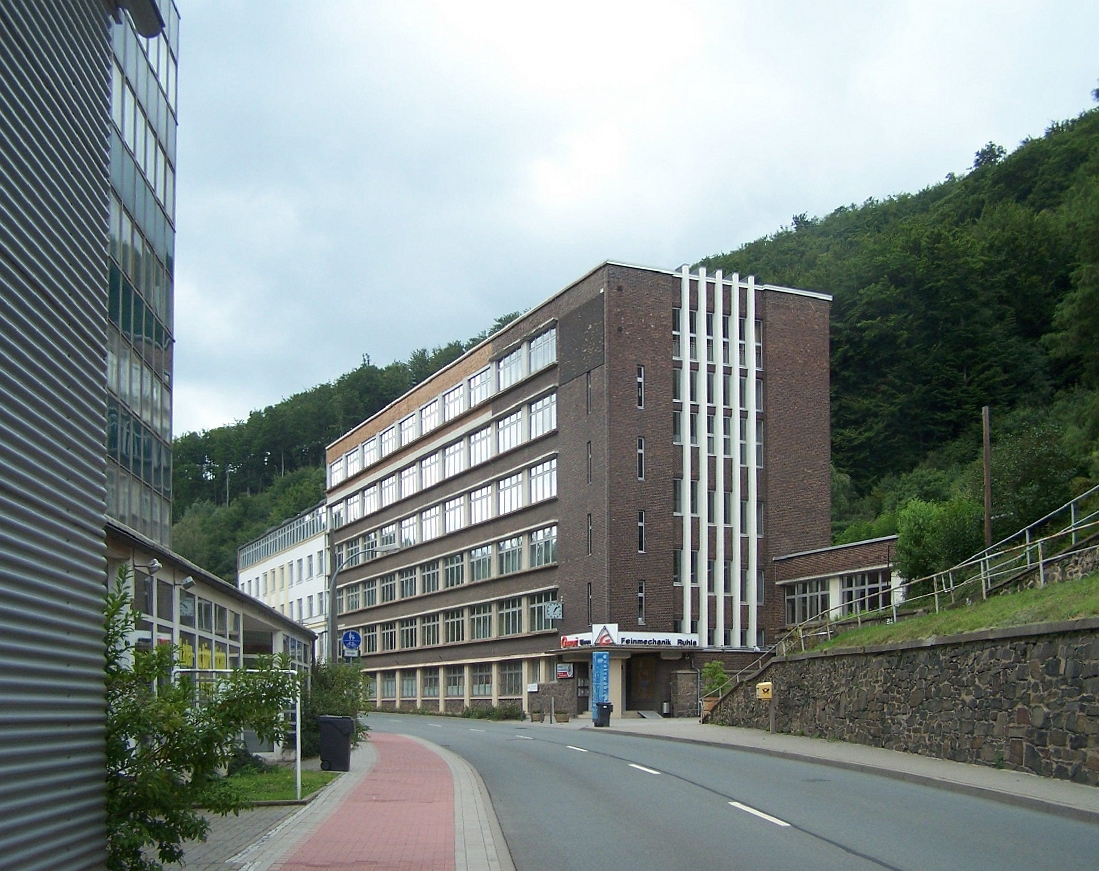
Das Uhrenwerk

Nach der Besetzung Thüringens durch die Sowjetische Militäradministration Thüringen (SMATH) unter General Wassili Tschuikow sorgte sich die Ruhlaer Bevölkerung, die zum großen Teil aus Fabrikarbeitern und Handwerkern bestand, um den Fortbestand ihrer Arbeitsplätze. Die Rüstungsbetriebe sollten nach dem Viermächteabkommen zerschlagen werden, was in der SBZ meist die Demontage und Translozierung in die Sowjetunion bedeutete. Es gelang jedoch, die Ruhlaer Industriebetriebe weitgehend zu erhalten. Es erfolgten die Suche nach NS-Funktionären und Kriegsverbrechern sowie in mehreren Wellen „Säuberungen“ besonders in der Verwaltung oder in den Schulen. Viele Bewohner setzten sich in die Westzonen ab.
Zur Verbesserung der medizinischen Versorgung wurde 1946 das ehemalige Hotel Bellevue als Ruhlaer Krankenhaus bestimmt.
Die Zwangsverwaltung und Unterstellung von Unternehmen unter sowjetische Verwaltung und die bis März 1946 abgeschlossene Enteignung von 45 Großunternehmen ehemaliger Nazi- und Kriegsverbrecher in Thüringen betraf in Ruhla wiederum führende Industriebetriebe. Die Handwerksbetriebe wurden zu Genossenschaften zusammengeschlossen und in das System der Planwirtschaft hineingepresst. Gleichzeitig wurden die wirtschaftlichen Schwerpunkte der Regionalplanung neu bestimmt, der Bergbau in Ruhla wurde eingestellt. Die mit der Gebiets-Verwaltungsreform verbundene Auflösung der Länder bedeutete für Ruhla die Zuteilung zum Bezirk Erfurt und zum Kreis Eisenach. Der Rennsteig, die südliche Gemarkungsgrenze, wurde für Ruhla zugleich zur Kreis- und Bezirksgrenze: Kreis Bad Salzungen und Kreis Schmalkalden im Bezirk Suhl. Als weiteres Zeichen der neuen Ära wurden wichtige Straßen in der Stadt umbenannt, so hieß die Karolinenstraße, Straße der Deutsch-Sowjetischen Freundschaft, die Marienstraße ab 1952 Leninstraße, die Bahnhofstraße wurde 1953 zur Stalinstraße; bei der Neuanlage von Straßen verwendete man die Namen von Kommunisten und Widerstandskämpfern aus der Region.
Mit der Isolierung der SBZ brach das weltweite Vertriebsnetz der Ruhlaer Industrie zusammen, dafür wurde Ruhla zunächst zu einem der wichtigsten Standorte der Uhrenproduktion im sozialistisch geprägten Wirtschaftsraum RGW.
Mit der deutschen Teilung endeten die privaten Reisemöglichkeiten in die Bundesrepublik Deutschland. Daher mussten Urlaubsmöglichkeiten im eigenen Bereich geschaffen werden, dazu entstanden in Ruhla das Bungalowdorf mit Campingplatz Alte Ruhl und betriebseigene Kinderferienlager. Ende der 1960er Jahre begann der Auf- und Ausbau der genossenschaftlich verwalteten Wohngebiete Krümme im Süden der Stadt und in Thal Am Rögis. Der Erhaltungszustand der privaten Häuser verschlechterte sich. 1969/1970 entstand im Stadtzentrum eine HO-Kaufhalle (heute Parkplatz in der Carl-Gareis-Straße). 1970 wurde das Verwaltungshochhaus des Uhrenwerkes erbaut, es enthielt auch Arztpraxen und eine kleine Kaufhalle. Wegen der schlechten Bildqualität, bedingt durch die Tallage, erhielt Ruhla einen von der Bevölkerung mit Nachdruck gewünschten TV-Füllsender errichtet, er ermöglichte auch den verbesserten Empfang der westdeutschen TV-Programme.
Mit der Einstellung der Ruhlaer Bahnverbindung erhielt der Busverkehr eine zentrale Bedeutung, der ehemalige Ruhlaer Bahnhof wurde zum Zentralen Busbahnhof. Täglich pendelten etwa 5000 Werktätige aus dem Umkreis von etwa 30 Kilometern nach Ruhla.
1973 bis 1977 wurde im Bermbachtal eine Turnhalle für den Schul- und Vereinssport erbaut, 1969 war bereits der Sportplatz in der Mittelwiese zum Stadion ausgebaut worden und das Haus der Fahrzeugelektriker – ein Betriebsferienheim des VEB Kombinat Fahrzeugelektrik Ruhla (FER), wurde am benachbarten Kirchberg erbaut.
Die wirtschaftlichen Erfolge der Großbetriebe VEB Uhrenwerke Ruhla und VEB Fahrzeugelektrik Ruhla ermöglichten die Erwirtschaftung von dringend benötigten Devisen für die DDR-Wirtschaft. In den 1980er Jahren brachte die Entwicklung der Mikroelektronik einen Technologiewechsel in der Uhren- und Automobilindustrie mit sich, weshalb die Konzentration der Wirtschaft auf bestimmte Fördergebiete notwendig wurde. Zu den Zentren der Mikroelektronikentwicklung gehörte auch Ruhla mit dem neuen Betriebsteil Seebach.

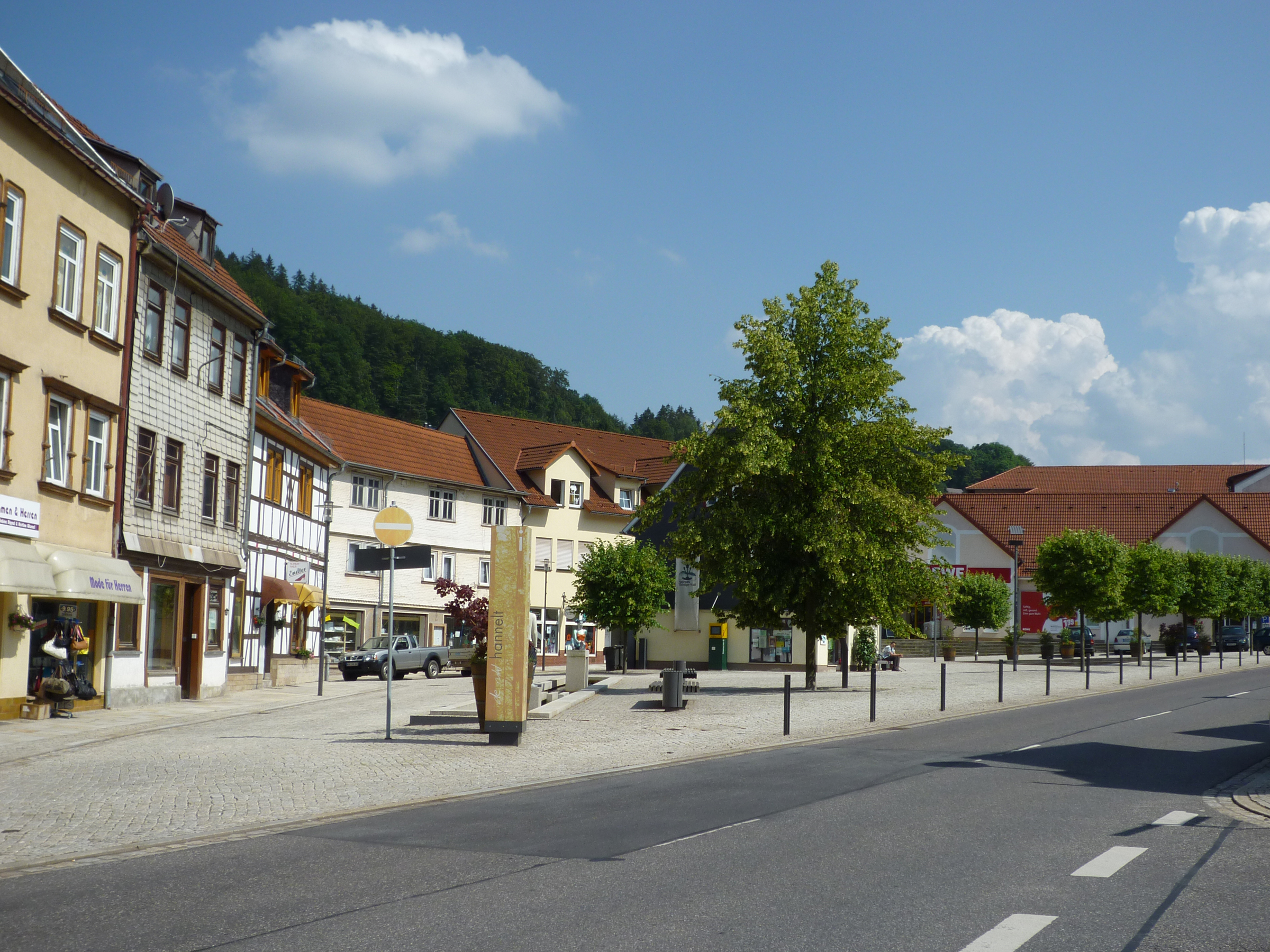
Der Neue Markt

## Nach der Wende

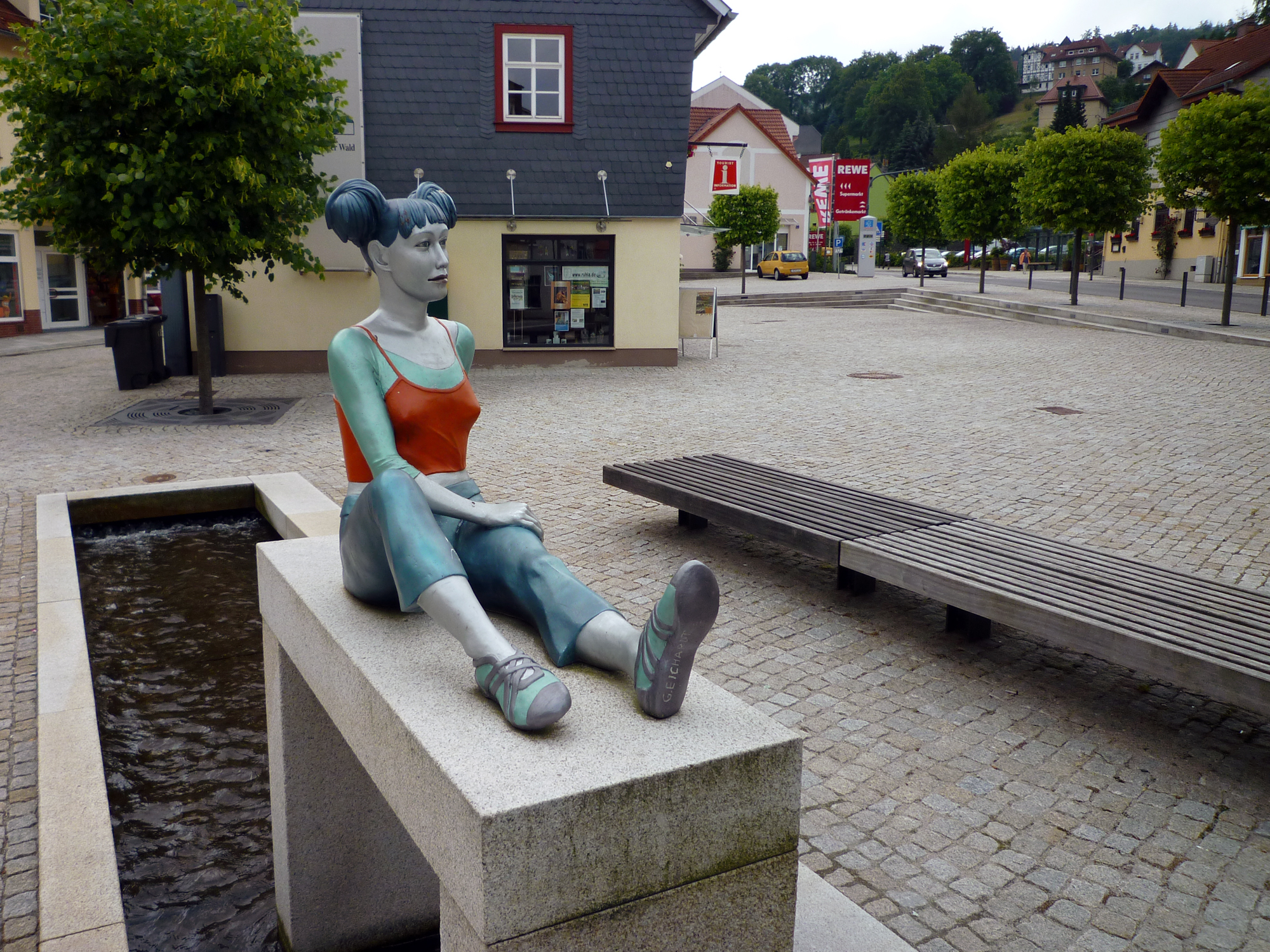
Eine der beiden Figuren am Marktplatz von Gisela Eichardt

Das Stadtgebiet Ruhlas dehnte sich im Jahre 1994 durch die Eingemeindung der Orte Thal und Kittelsthal auf 38,5 Quadratkilometer aus. Seit 2006 ist Ruhla erfüllende Gemeinde für Seebach.
Etwa seit 1995 wurden alte Fabrikgebäude abgerissen und die Flächen für den Tourismus umstrukturiert. Nach der Wende hat sich Ruhla von einer Industrie- zu einer Tourismusstadt gewandelt, dazu tragen zahlreiche neu angelegte Parks (wie mini-a-thür) und die Neugestaltung der Flächen im Ortskern sowie die Schaffung neuer Freizeitangebote (beispielsweise die Sommerrodelbahn Alexanderturmbahn) bei.

## Weiterführende Links
- Wirtschaftsgeschichte der Stadt Ruhla
- Die Sagen „Der Schmied von Ruhla“ und „Der Edelacker“ in Text und Bild
- Wissen bewahren und für die Zukunft sichern - Website des Heimat- und Bildungsvereins Arche Nova Ruhla e.V.